# Razão de subida

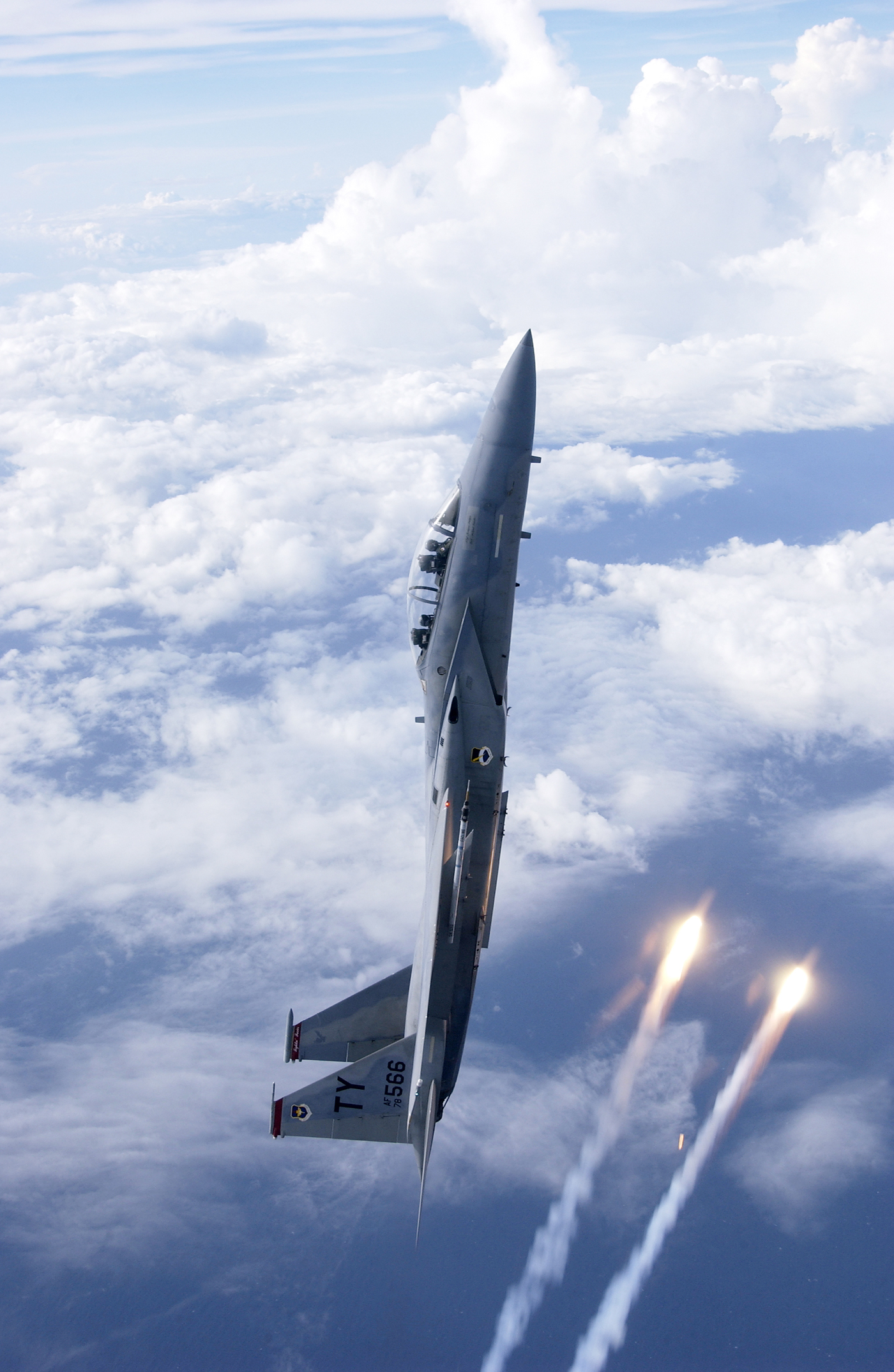
Um F-15 Eagle subindo e soltando flares

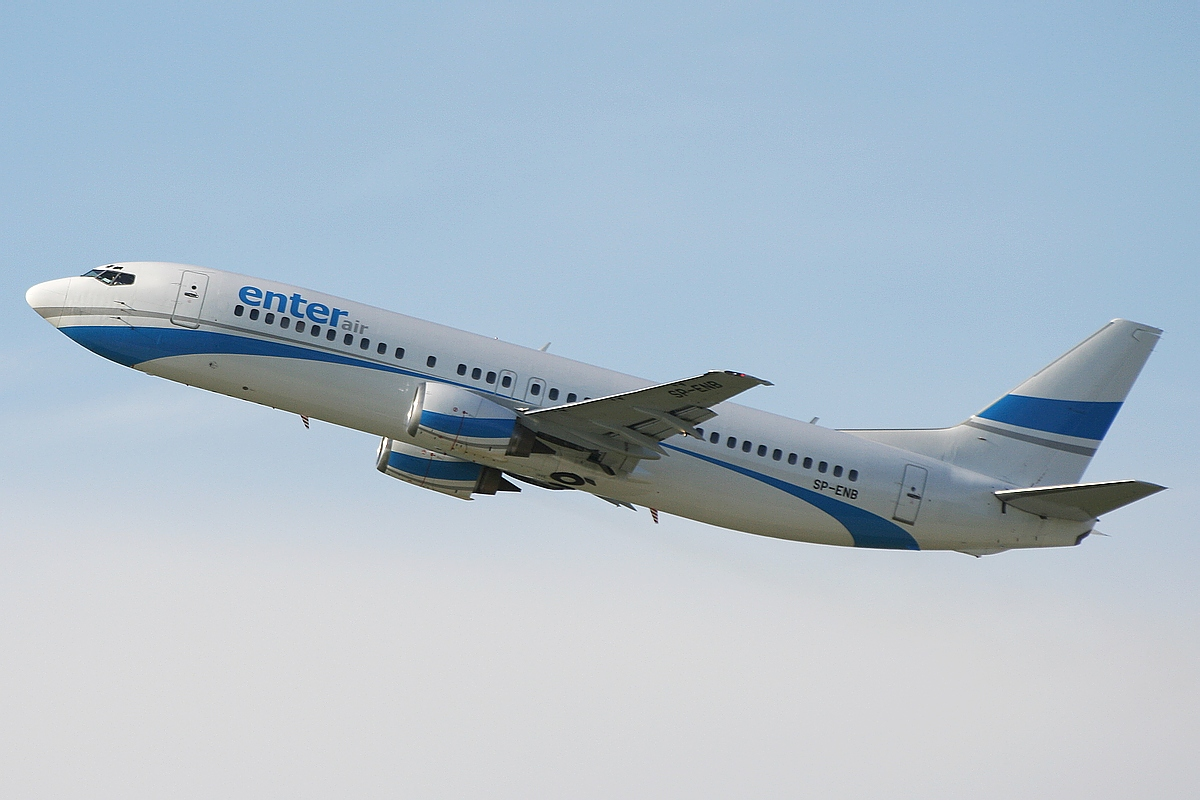
Um Boeing 737 da Enter Air, subindo com um ângulo de ataque normal para aeronaves civis, para obter a razão de subida ótima

Em aeronáutica, o termo razão de subida (em inglês:  Rate of climb) é a velocidade vertical de uma aeronave - a razão de uma mudança positiva de altitude em relação ao tempo ou a distância. Na maior parte dos estados membro da OACI, mesmo em países que utilizam o sistema métrico, normalmente a razão de subida é medida em pés por minuto (ft/min). Em todos os outros lugares, é expresso em metros por segundo (m/s). A razão de subida em uma aeronave é indicada em um variômetro.
A razão de decréscimo de altitude é chamada de razão de descida (em inglês:  Rate of descent ou sink rate). O decréscimo de altitude corresponde a uma razão de subida negativa.

## Velocidade e razão de subida
Existe uma vasta quantidade de velocidades predefinidas, com relação à razão de ascensão, sendo as duas mais importantes a VX e a VY.
VX é a velocidade indicada para frente para o melhor ângulo de subida. Esta é a velocidade na qual uma aeronave ganha mais altitude em uma distância horizontal dada, tipicamente usada para evitar colisão com algum objeto a uma curta distância. Por contraste, a VY é a velocidade indicada para a melhor razão de subida, uma razão que permite a aeronave subir a uma altitude especificada em uma quantidade mínima de tempo, independente da distância horizontal requerida. VX é sempre menor que a VY.
Ao subir com a VX, o piloto maximiza o ganho de altitude por distância horizontal. Isto ocorre na velocidade para qual a diferença entre a potência ou empuxo e o arrasto é a maior possível. Em um avião a jato, isto é aproximadamente a velocidade de mínimo arrasto, ocorrendo na parte inferior da curva arrasto versus velocidade.
Utilizando a VY, o piloto maximiza o ganho de altitude por tempo. Isto ocorre na velocidade onde a diferença entre a potência do motor e a potência requerida para vencer o arrasto é a maior.
A Vx aumenta com a altitude e a VYdiminui com a altitude, até que elas convergem no teto operacional da aeronave, a altitude na qual a aeronave não pode mais subir utilizando apenas sua própria sustentação.
Uma aeronave pequena de quatro assentos, como o Cessna 172 tem uma VY de 75 nós de velocidade indicada, fornecendo uma razão de subida de 721 ft/min.
Potência máxima e a razão de subida são tipicamente especificadas como velocidades para operação normal de aeronaves pequenas, como o Cessna 150, mas apenas em caso de emergência para grandes aviões comerciais.